# 우구치오니궁

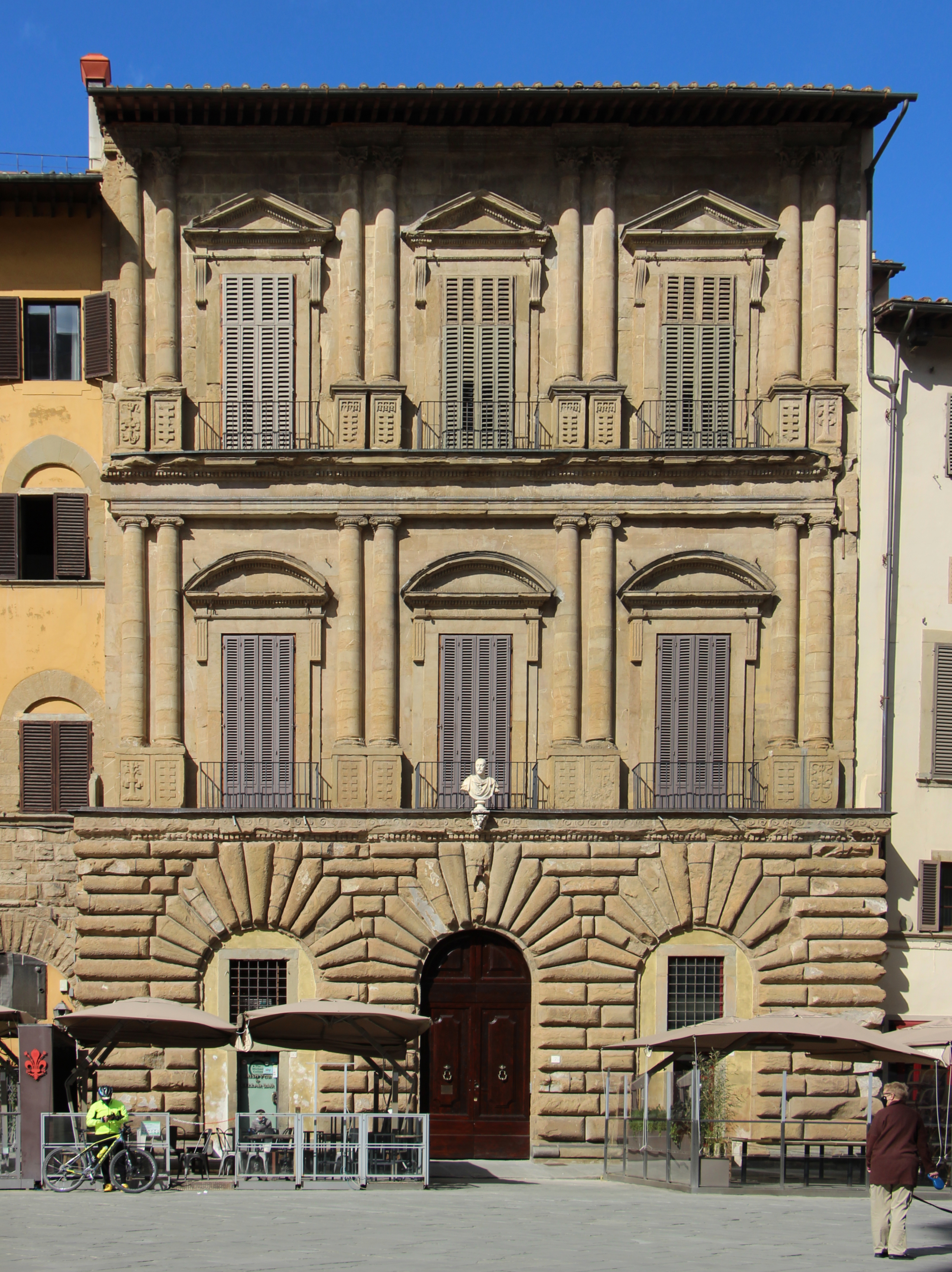
우구치오니궁

우구치오니궁(이탈리아어: Palazzo Uguccioni)은 이탈리아 중부 피렌체의 시뇨리아 광장에 있는 르네상스 양식의 궁전이다.
궁전은 1550년부터 조반니 우구치오니를 위해 지어졌다. 그 디자인은 라파엘, 미켈란젤로, 안드레아 팔라디오, 바르톨로메오 아마나티 또는 라파엘로 다 몬텔루포에 의해 다양하게 헌정되었다. 비록 그 그림이 1549년 로마에서 왔다는 증거는 없지만, 그리고 그 스타일은 당시 피렌체에서 참신했던 라파엘로나 브라만테를 연상시켰다. 피렌체에서 유일하게 정면에 기둥이 있는 건물이다.
낮은 층에는 전체 파사드에 사용된 재료인 피에트라포르테로 소박하게 꾸민 세 개의 아케이드가 있다. 상층에는 이오니아 양식(1층)과 코린트 양식(2층) 기둥이 있다. 후자의 받침대에는 가족의 문장이 조각되어 있다. 입구 위에는 아마도 잠볼로냐에 의해 처형된 프란체스코 1세 데 메디치의 흉상이 있다.